# Shawn Toovey
Shawn Toovey, född 1 mars 1983 i Lincoln, Nebraska, är en amerikansk skådespelare. Shawn är mest känd för sin roll som ” Brian Cooper”  i det populära dramat Dr Quinn. För sin roll i Dr Quinn vann han fyra gånger priset Young Artist Award. Shawn Toovey har endast gjort roller för TV, aldrig för film.
Shawn är numera gift med Marianne Page (2007).